# Herungerberg
Herungerberg (Venloos: D'n Haeringerberg) is een woonwijk in het stadsdeel Venlo in de gemeente Venlo in de Nederlandse provincie Limburg.

## Geografische gegevens
In 2023 telde de wijk telt 515 inwoners (CBS). Naast een wijk is Herungerberg ook het noordelijkste gedeelte van de "berg". De berg is een Maasterras in het oosten van Venlo en ligt tegen de grens aan. Van noord naar zuid zijn dit de Herungerberg, Stalberg en Leutherberg/Maagdenberg.

## Venlo-incident
Het Venlo-incident van 9 november 1939 vond plaats in café Backus op de Herungerberg, enkele meters van de grens. Bij dit incident is de Nederlandse luitenant Dirk Klop neergeschoten en de Britse agenten kapitein Sigismund Payne Best en majoor Richard Stevens gevangengenomen. In de wijk zijn drie straten vernoemd naar het incident:
- Negen-novemberweg
- Luitenant Klopweg
- Kapitein Bestweg

## Sportpark
Naast het Venlo-incident is de Herungerberg ook bekend om het Sportpark Herungerberg. Hier speelt VVV'03 haar thuiswedstrijden. Deze club is nauw verbonden met de profclub VVV-Venlo, maar werd ervan gescheiden in 1966, toen de club een voor die tijd behoorlijke schuld had. Omdat VVV-Venlo alle faciliteiten had overgenomen had de amateurvereniging geen middelen meer. In het jaar van de scheiding kreeg VVV'03 het sportpark van de gemeente ter beschikking.